# University of York
University of York är ett universitet i Storbritannien. Det ligger i grevskapet City of York och riksdelen England, i den centrala delen av landet, 280 km norr om huvudstaden London.
Lärosätet rankades på 137:e plats i världen i Times Higher Educations ranking av världens främsta lärosäten 2018.